# Loretta Harrop
Loretta Loz Harrop (ur. 17 lipca 1975 w Brisbane) – australijska triathlonistka.
Karierę sportową rozpoczęła jako pływaczka. Dopiero w wieku 21 lat zajęła się triathlonem. Robiła duże postępy w tej dyscyplinie i w ciągu roku została dołączona do kadry narodowej. W wieku 24 lat (1999) wygrała mistrzostwa świata. Zwyciężyła w zawodach triathlonowych na Igrzyskach Dobrej Woli 2001. Wystartowała w Igrzyskach Wspólnoty Narodów 2002, jednakże nie ukończyła zawodów. W 2004 wygrała wyścig Life Time Fitness, w którym startowała przeciwko mężczyznom. Dwukrotnie brała udział w igrzyskach olimpijskich. W pierwszym starcie - w 2000 w Sydney zajęła 5. miejsce, a cztery lata później zdobyła srebrny medal. Miała też wystąpić na Igrzyskach Wspólnoty Narodów 2006, ale zrezygnowała z udziału z powodu zajścia w ciążę.
Obecnie mieszka w Gold Coast z mężem Bradem i dwojgiem dzieci - synem Haydenem i córką Emmerson.